# Chủ nghĩa sô vanh
Chủ nghĩa sô vanh (tiếng Anh: chauvinism) là một chủ nghĩa dân tộc cực đoan cho rằng nhóm hoặc dân tộc của mình là thượng đẳng và chính nghĩa còn những dân tộc hay nhóm khác là yếu đuối, hạ đẳng và đáng khinh. Thuật ngữ này có nguồn gốc từ tên của Nicolas Chauvin, một người lính cuồng tín của Napoléon Bonaparte mà sự tôn thờ cuồng loạn của ông ta đối với Hoàng đế đã khiến ông ta liên tục chiến đấu cho nước Pháp ngay cả khi đã bị thương 17 lần trong các cuộc chiến tranh xâm lược của Napoléon. Tương truyền, trong trận đánh quyết định tại Waterloo khi quân Pháp đã bị thất bại nặng nề, Chauvin đã thét lên rằng "Đội Cựu Cận vệ có chết nhưng không đầu hàng!", hàm ý một nhiệt huyết mù quáng đối với Tổ quốc hay một hội nhóm của mình.
Chủ nghĩa Sô vanh là một hình thức cực đoan của chủ nghĩa dân tộc, dẫn đến chủ nghĩa dân tộc lệch lạc, dân tộc nước lớn, dân tộc hẹp hòi, bài ngoại, tự cho dân tộc mình là dân tộc siêu đẳng có sứ mệnh lãnh đạo các dân tộc khác.
Trong bài Imperialism, Nationalism, Chauvinism (Chủ nghĩa đế quốc, chủ nghĩa dân tộc, chủ nghĩa Sô vanh), đăng tại tạp chí The Review of Politics 7.4, (tháng 10 năm 1945), tr. 457, Hannah Arendt mô tả khái niệm này như sau:
"Chủ nghĩa Sô vanh gần như là một sản phẩm tự nhiên của khái niệm quốc gia khi nó xuất phát trực tiếp từ quan niệm cũ về 'sứ mạng quốc gia'... Sứ mạng của một quốc gia có thể được hiểu là mang ánh sáng của nó đến cho các dân tộc kém may mắn hơn mà vì lý do nào đó đã bị lịch sử bỏ lại. Khi khái niệm này chưa phát triển thành hệ tư tưởng Sô vanh chủ nghĩa và nằm yên trong lĩnh vực khá là mơ hồ về niềm tự hào dân tộc, nó thường dẫn đến kết quả là một tinh thần trách niệm cao đối với chất lượng cuộc sống của những người mà theo ý của nó là 'tụt hậu'."
Miêu tả trên không đánh giá một người theo chủ nghĩa Sô vanh là đúng hay sai, chỉ là người đó đã mù quáng khi đến với chủ nghĩa đó và lờ đi các thực tế có thể làm thay đổi quyết định của mình. Tuy nhiên, trong cách dùng hiện đại, người ta thường có ý rằng người theo chủ nghĩa Sô vanh vừa mù quáng vừa sai lầm.